# Lex Delles
Lex Delles, né le 28 novembre 1984 à Mondorf-les-Bains (Luxembourg), est un homme politique luxembourgeois, membre du Parti démocratique (DP).
Membre de la Chambre des députés de 2013 à 2018 ainsi que bourgmestre de la commune de Mondorf-les-Bains de 2014 à 2018, il est nommé ministre des Classes moyennes et du Tourisme dans le deuxième gouvernement dirigé par Xavier Bettel.

## Biographie

### Études et formations
Après avoir obtenu son CESS à l'Athénée royal de Neufchâteau en 2003, il poursuit des études en sciences pédagogiques à la Haute école Robert-Schuman (HERS) de Virton en Belgique. De retour dans sa commune natale, il commence une carrière d'instituteur au sein de l'école fondamentale de la commune de Lenningen.

### Carrière politique
Dès 2010, il s'engage auprès de la Jeunesse démocratique libérale, une organisation de jeunesse affiliée au DP. Il relance la même année la section située à Mondorf-les-Bains ainsi que celle de la circonscription Est dont il est le président jusqu'en 2013. À partir de novembre 2015, il est vice-président du DP.

#### Politique locale
En ce qui concerne la politique communale, Lex Delles se porte candidat pour la première fois aux élections de 2011 et est élu d'emblée premier échevin de Mondorf-les-Bains. À la suite de la nomination de Maggy Nagel au sein du gouvernement, Lex Delles est assermenté en janvier 2014 en tant que bourgmestre de sa commune natale pour lui succéder. À l'instar de son prédécesseur, lors de son entrée au gouvernement, il est contraint de démissionner de cette fonction.

#### Politique nationale
A l'âge de 29 ans, il devient le plus jeune député-maire du pays. Il est élu à la Chambre des députés après les élections législatives anticipées de 2013 dans la circonscription Est. Au cours de son mandat parlementaire, il préside la commission de l'Éducation nationale, de l'Enfance et de la Jeunesse et est également membre de la commission de la Fonction publique et de la Réforme administrative ainsi que celle de l'Agriculture, de la Viticulture, du Développement rural, de la Protection des consommateurs et de la Culture. En outre, il est membre suppléant de la délégation luxembourgeoise auprès du Conseil interparlementaire consultatif du Benelux.
Il fait partie du deuxième gouvernement de Xavier Bettel comme ministre des Classes moyennes et du Tourisme à partir du 5 décembre 2018.